# Parque nacional de Fiordland
El Parque nacional Fiordland se encuentra ubicado en la esquina suroeste de la isla Sur en Nueva Zelanda en la región homónima de Fiordland. Es el más grande de los 14 parques nacionales que existen en Nueva Zelanda con un área de 12.500 km².
El parque es administrado por el Departamento de Conservación de Nueva Zelanda.

## Patrimonio de la Humanidad
Forma parte de Te Wahipounamu, declarado Patrimonio de la Humanidad por la Unesco en el año 1990. Es la reunión de varios Parques nacionales, que son: 
- Parque nacional Aoraki/Mount Cook
- Parque nacional del Monte Aspiring
- Parque nacional Westland

## Características Geográficas

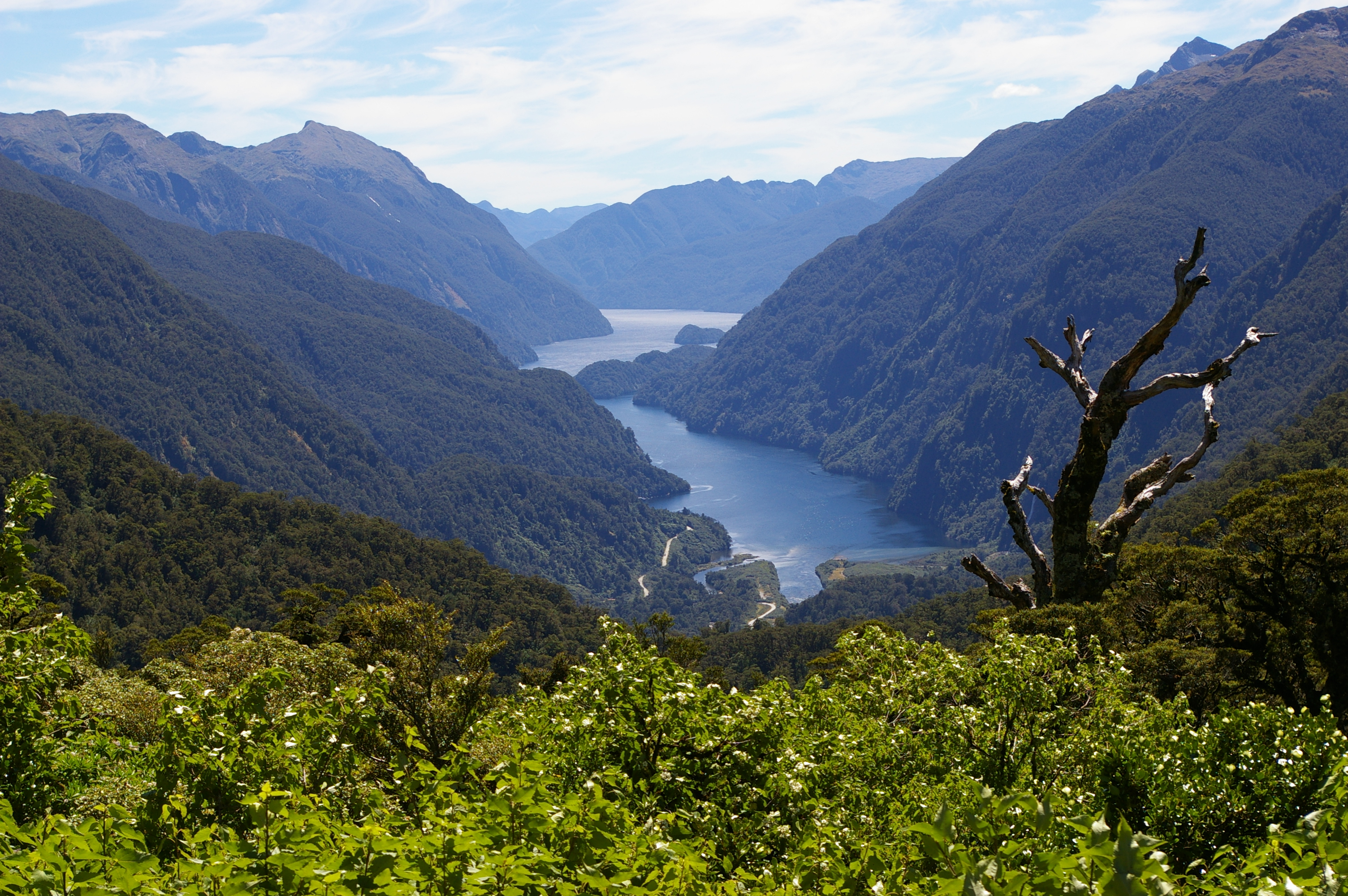
Vista aérea del Parque nacional Fiordland.

En las eras glaciares se formaron gran cantidad de fiordos, el más famoso (y más visitado) es el Milford Sound. Otros fiordos notables son el Doubtful Sound y Dusky Sound. 
La costa de Fiordland es accidentada, con los fiordos extendiéndose por los valles de los Alpes Meridionales, tales como las montañas Kepler y las montañas Murchison. En la región norte del parque se erigen varios picos entre los cuales algunos superan los 2000 m.
El hielo ha tallado islas, siendo las más importantes las de Secretario y Resolución. Muchos lagos bordean el parque, siendo los más importantes el Te Anau, el Manapouri, el Monowai, el Hauroko y el Poteriteri.
La cascada Sutherland, al sudoeste de Milford Sound sobre el sendero Milfors, se cuentan entre las de mayor caída en el mundo.

## Vida salvaje
La vida salvaje en el parque incluye delfines, focas, pequeños roedores como ratones, ratas y conejos; también cuenta con una gran variedad de pájaros, y ciervos. Entre las especies de pájaros se distingue el kakapo, el único loro no volador en el mundo. También se encuentra el kiwi, que es nativo de Nueva Zelanda.

## Acceso público

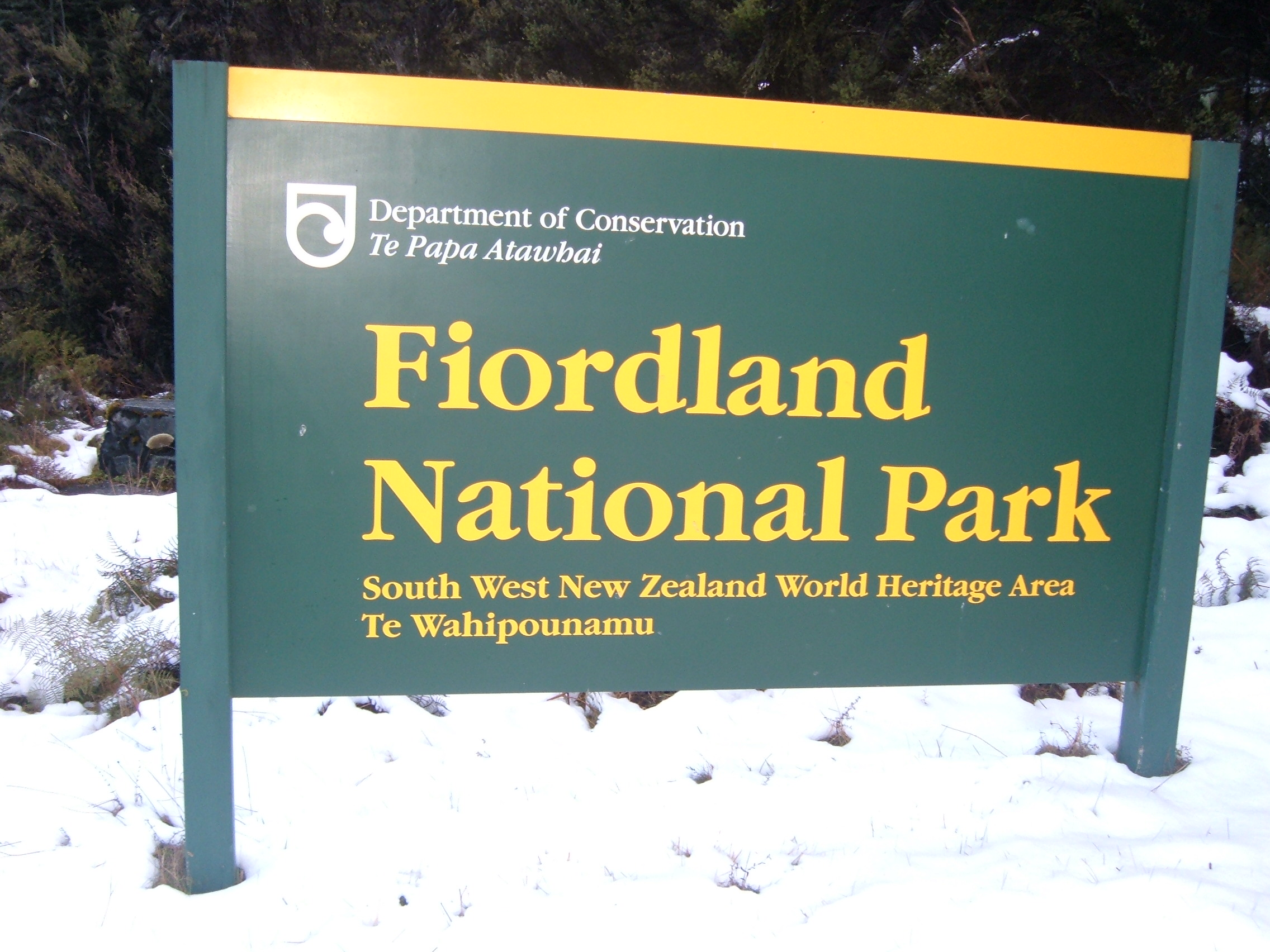
Una de las entradas al parque nacional Fiordland.

El acceso por carretera a Fiordland está restringido a la carretera Milford (SH 94), la cual se extiende desde Te Anau, bordeando el parque antes de penetrarlo cerca a los termales del río Eglinton. Desde allí cruza la esquina noroeste del parque, finalizando en Milford Sound. Al sur de Te Anau una pequeña carretera enlaza con Manapouri. Una carretera secundaria conecta Doubtful Sound con el puente este del lago Manapouri.
Avionetas y Helicópteros prestan servicios de transporte hasta Milford Sound, en donde se cuenta con una pequeña flota de marina.

## Actividades
El parque es un destino popular para escaladores, alpinistas y especialmente para excursionistas que recorren los senderos Milford, Kepler, Hollyford y Routeburn, todos ubicados en o cerca del parque.
Otros turistas son atraídos a fiordos tales como el Milford Sound.

## Caza en helicóptero
En la década de 1920, el parque sufrió un incremento en la población del ciervo, especie no nativa introducida desde Europa, lo que generó un detrimento en el equilibrio del ecosistema. Para contrarrestar esta plaga el gobierno fomentó la caza del ciervo pagando por cada animal que se retirara del parque. Asociado a la venta de pieles y carne de ciervo la caza rápidamente se convirtió en un negocio muy lucrativo en el cual muchos grupos de cazadores invirtieron adquiriendo helicópteros para recorrer fácilmente el territorio y realizar cacerías desde el aire. Como resultado se redujo la población de ciervos europeos con lo que la caza desde helicóptero declinó siendo estos aparatos usados, en su mayoría, para vuelos turísticos de observación.